# Trisomi-mosaiksyndrom 21
Mosaicism för trisomi 21, även kallad trisomi 21-mosaik och Downs syndrom-mosaik är en kromosomavvikelse som innebär att den drabbade personen både har celler med en normal uppsättning av kromosomer och celler med tre kromosomer (så kallad trisomi). Förekomsten av olika uppsättningar av kromosomer/genotyper kallas mosaicism. En del anser att mosaik är en mildare form av Downs syndrom. Cirka 2 procent av alla personer med Downs syndrom har mosaik.
Trisomi 21-mosaik kan uppstå på två sätt. Antingen på grund av nondisjunction under tidig celldelning, vilket leder till att några celler drabbas av trisomi 21. Det kan även uppstå genom att Downs syndrom börjar utvecklas hos embryot, men att vissa celler genom nondisjunction återgår till normalt kromosomarrangemang.